# ناحیه وودبری (شهرستان کومبرلند، ایلینوی)
ناحیه وودبری (به انگلیسی: Woodbury Township) یک منطقهٔ مسکونی در ایالات متحده آمریکا است که در شهرستان کومبرلند واقع شده‌است. ناحیه وودبری ۱۷۴ متر بالاتر از سطح دریا واقع شده‌است.